# Binnenplaneet

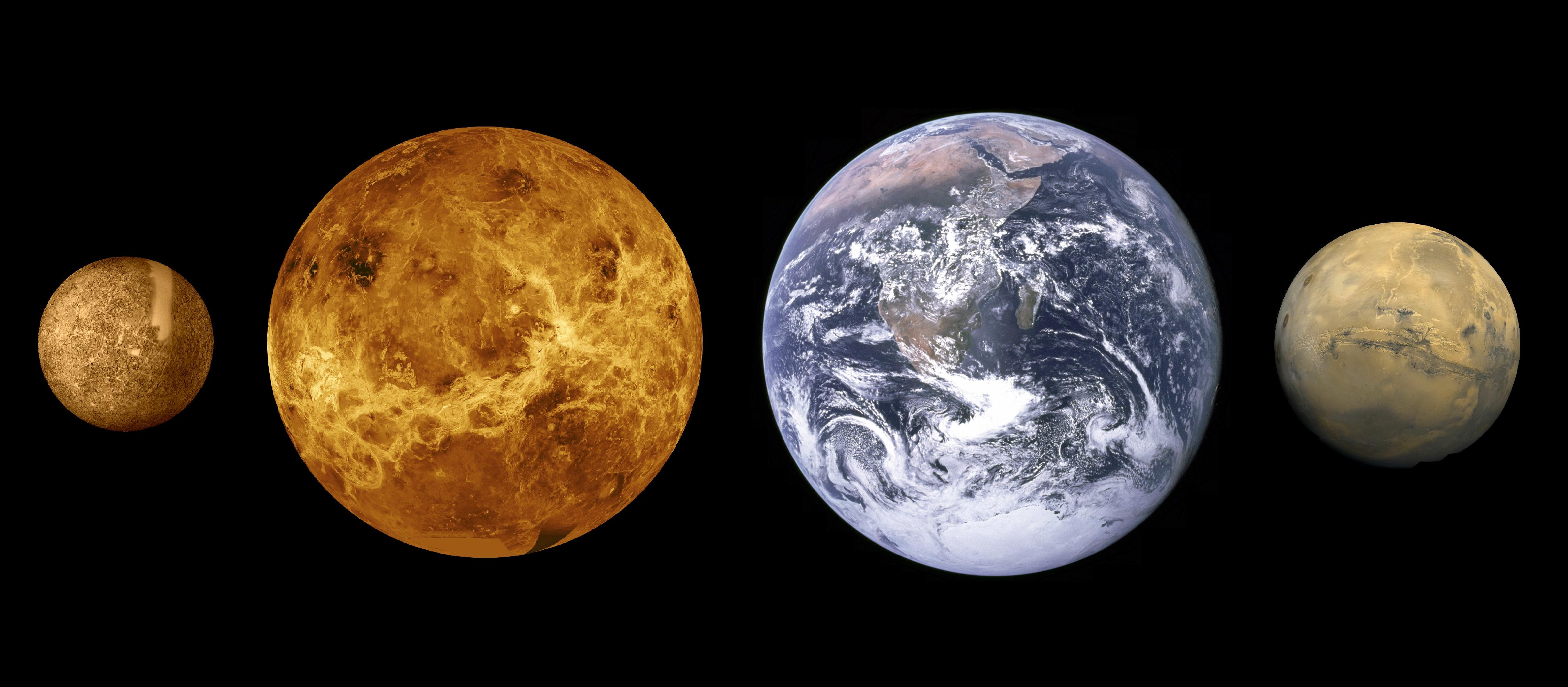
De twee binnenplaneten Mercurius en Venus, tezamen met de twee andere aardse planeten Aarde en Mars (alle op schaal)

Een binnenplaneet is een planeet die om de Zon draait in een baan binnen de baan van de Aarde. Dit zijn Mercurius en Venus. Een binnenplaneet staat dus dichter bij de Zon dan de Aarde. Binnenplaneten zijn vanaf de Aarde gezien nooit ver van de Zon verwijderd (maximale elongaties van 28 graden voor Mercurius en 48 graden voor Venus) en daardoor voornamelijk aan de ochtendhemel of avondhemel te zien. Ook vertonen de binnenplaneten schijngestalten zoals de Maan en kunnen ze vanaf de Aarde gezien voor de Zon langstrekken (een zogenaamde Mercuriusovergang of een Venusovergang).

## Aardse planeten
Soms worden de planeten Aarde en Mars ook binnenplaneten genoemd. Dit omdat de vier binnenste planeten een vast oppervlak hebben en zich daarmee onderscheiden van de gasreuzen. De juiste benaming hiervoor is echter Aardse planeten.

## Buitenplaneten
Planeten die zich buiten de baan van de Aarde bevinden heten buitenplaneten. Dit zijn Mars, Jupiter, Saturnus, Uranus en Neptunus. Deze liggen tot aan de Kuipergordel. Buiten de Kuipergordel liggen nog de dwergplaneten Pluto en Eris.